# تشانغ يوان (لاعب كرة قدم)
تشانغ يوان (28 يناير 1997 بداليان في الصين - ) هو لاعب كرة قدم صيني في مركز الوسط.

## وصلات خارجية
- تشانغ يوان (لاعب كرة قدم) على موقع Soccerway.com (الإنجليزية)